# Acalypha langiana
Acalypha langiana är en törelväxtart som beskrevs av Johannes Müller Argoviensis. Acalypha langiana ingår i släktet akalyfor, och familjen törelväxter.

## Underarter
Arten delas in i följande underarter:
- A. l. langiana
- A. l. vigens